# گونیز
گونیز (انگلیسی: The Goonies) یک فیلم در ژانر ماجراجویی، کمدی، و اکشن به کارگردانی ریچارد دانر است که در سال ۱۹۸۵ منتشر شد.
ماجرای این فیلم دربارهٔ چند جوان ساکن محلهٔ «گون داکز» در آستوریا، اورگن است که تلاش می‌کنند خانه‌هایشان را از یک اجرائیه سند رهنی نجات دهند و در این راه، یک نقشهٔ گنج کشف می‌کنند که آنان را به یک سفر پر ماجرا به اعماق زمین می‌کشاند. این جوانان ساکن «گون داکز» هستند و به همین سبب خود را گونیز یا گونی‌ها (به معنای اهالی گون) می‌نامند. پس از اکران فیلم و طی سال‌ها، این واژه در معنای «آدم‌های عجیب و غریب»، «خل‌وضع»، «خوره» و «وازده» در زبان انگلیسی بکار می‌رود.
در ایران این فیلم با نام احمق‌ها شناخته می‌شود.

## بازیگران
- شان آستین
- جاش برولین
- جف کوئن
- کوری فلدمن
- کری گرین
- مارتا پلیمپتن
- ان رمزی
- رابرت داوی
- جو پانتولیانو
- ماری الن ترینور
- استیو آنتین
- مایکل پال چان
- نیوت آرنولد
- ریچارد دانر